# Agustín Dávila
Fabián Agustín Dávila Silva, noto semplicemente come Agustín Dávila (Rivera, 5 gennaio 1999), è un calciatore uruguaiano, attaccante del Tacuarembó.

## Caratteristiche tecniche
È un centravanti.

## Carriera

### Club
Ha giocato nella prima divisione uruguaiana.

### Nazionale
Con la nazionale Under-20 uruguaiana ha preso parte al campionato sudamericano 2019.

## Statistiche
Statistiche aggiornate al 26 gennaio 2019.

### Cronologia presenze e reti in nazionale
| Cronologia completa delle presenze e delle reti in nazionale ― Uruguay under 20 | Cronologia completa delle presenze e delle reti in nazionale ― Uruguay under 20 | Cronologia completa delle presenze e delle reti in nazionale ― Uruguay under 20 | Cronologia completa delle presenze e delle reti in nazionale ― Uruguay under 20 | Cronologia completa delle presenze e delle reti in nazionale ― Uruguay under 20 | Cronologia completa delle presenze e delle reti in nazionale ― Uruguay under 20 | Cronologia completa delle presenze e delle reti in nazionale ― Uruguay under 20 | Cronologia completa delle presenze e delle reti in nazionale ― Uruguay under 20 |
| Data                                                                            | Città                                                                           | In casa                                                                         | Risultato                                                                       | Ospiti                                                                          | Competizione                                                                    | Reti                                                                            | Note                                                                            |
| ------------------------------------------------------------------------------- | ------------------------------------------------------------------------------- | ------------------------------------------------------------------------------- | ------------------------------------------------------------------------------- | ------------------------------------------------------------------------------- | ------------------------------------------------------------------------------- | ------------------------------------------------------------------------------- | ------------------------------------------------------------------------------- |
| 18-1-2019                                                                       | Talca                                                                           | Uruguay under 20                                                                | 0 – 1                                                                           | Perù under 20                                                                   | Sudamericano Sub-20 2019 - 1º turno                                             | -                                                                               | 66’                                                                             |
| 20-1-2019                                                                       | Curicó                                                                          | Uruguay under 20                                                                | 3 – 1                                                                           | Ecuador under 20                                                                | Sudamericano Sub-20 2019 - 1º turno                                             | 2                                                                               | 31’ 45+4’ 69’                                                                   |
| 24-1-2019                                                                       | Curicó                                                                          | Uruguay under 20                                                                | 0 – 1                                                                           | Argentina under 20                                                              | Sudamericano Sub-20 2019 - 1º turno                                             | -                                                                               | 69’                                                                             |
| 26-1-2019                                                                       | Talca                                                                           | Uruguay under 20                                                                | 1 – 0                                                                           | Paraguay under 20                                                               | Sudamericano Sub-20 2019 - 1º turno                                             | -                                                                               | 75’                                                                             |
| Totale                                                                          |                                                                                 | Presenze                                                                        | 4                                                                               |                                                                                 | Reti                                                                            | 2                                                                               |                                                                                 |

## Palmarès

### Club

#### Competizioni nazionali
- Campionato uruguaiano: 2

Peñarol: 2017, Apertura 2019
- Supercoppa uruguaiana: 1

Liverpool Montevideo: 2020